# La scelta di Barbara
La scelta di Barbara (Barbara) è un film del 2012 di Christian Petzold, interpretato da Nina Hoss e Ronald Zehrfeld.
Per questa pellicola, Petzold ha vinto l'Orso d'argento per il miglior regista al Festival di Berlino.

## Trama
Repubblica Democratica Tedesca, 1980. Barbara è una dottoressa che avendo provato a richiedere un visto di espatrio verso l'Ovest, dove vive il fidanzato Jörg, per punizione è stata trasferita dalla capitale Berlino Est a un piccolo ospedale di provincia nei pressi del mar Baltico. Qui, costantemente controllata dagli uomini della Stasi, conosce il collega André, il quale si dimostra molto premuroso nonché, in breve, interessato a lei. La donna è però fredda nei suoi confronti: da una parte crede il medico una spia al soldo del regime mentre dall'altra, in Occidente, Jörg ne sta organizzando la fuga al di là della cortina di ferro.
Nei giorni che precedono il tentativo di evasione, Barbara cerca di svolgere il suo lavoro in modo distaccato, ma i casi che si presentano a lei e ad André finiscono per toccarla da vicino. La donna si affeziona in modo particolare, ricambiata, a Stella, una giovane ragazza in condizioni tragiche. Nel frattempo André cerca in vari modi di entrare in intimità con la nuova collega, ma la donna è sempre più presa dai suoi preparativi.
Proprio la notte prestabilita per la fuga, Barbara si ritrova costretta a soccorrere Stella, fuggita da un "centro di rieducazione" dove in realtà le persone sono sottoposte a una vita massacrante e crudele: di fronte a una decisione estrema, sceglie di dare un futuro migliore alla ragazza, cedendole la sua possibilità di scappare dal Paese. Barbara rimane così all'Est, tornando al suo lavoro e avvicinandosi sempre più ad André.

## Distribuzione
Il film è stato presentato alla Berlinale l'11 febbraio 2012. In Italia è uscito il 14 marzo 2013.